# Tournoi de tennis de Marco Island

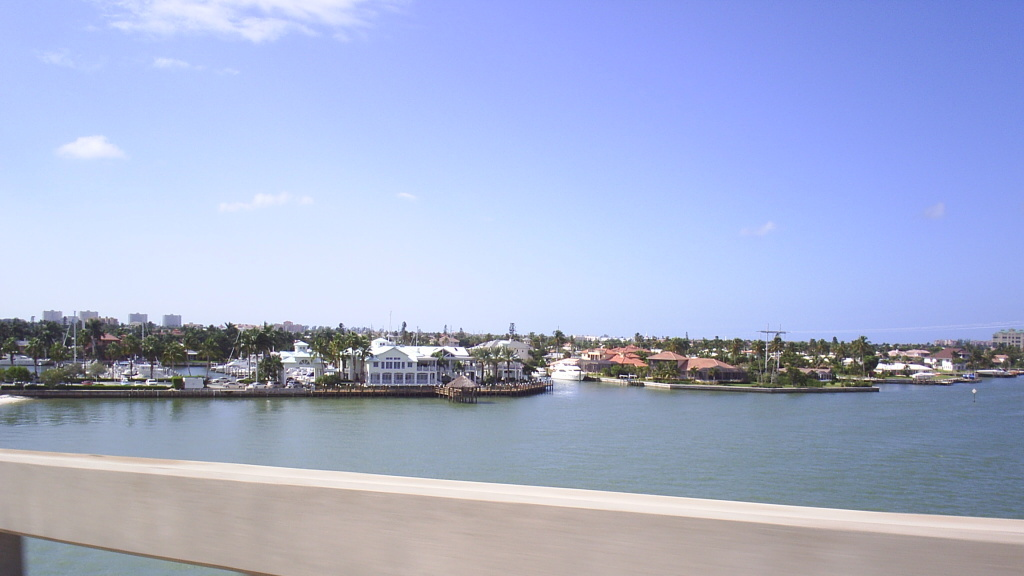
Arrivée sur l'île de Marco Island

Le tournoi de Marco Island (Floride, États-Unis) est un tournoi de tennis féminin du circuit professionnel WTA.
Il a été organisé à quatre reprises de 1983 à 1986, Bonnie Gadusek s'imposant deux fois en simple.
L'édition 1986, le Tournament of Champions, est la suite de la compétition organisée précédemment à Orlando.

## Palmarès

### Simple
| No | Date       | Nom et lieu du tournoi                | Catégorie  | Dotation  | Surface      | Vainqueure     | Finaliste            | Score         |         |
| -- | ---------- | ------------------------------------- | ---------- | --------- | ------------ | -------------- | -------------------- | ------------- | ------- |
| 1  | 24-01-1983 | Avon Tennis Cup, Marco Island         |            | 100 000 $ | Terre (ext.) | Andrea Jaeger  | Hana Mandlíková      | 6-1, 6-3      | Tableau |
| 2  | 23-01-1984 | Avon Cup, Marco Island                | VS Tour C2 | 100 000 $ | Terre (ext.) | Bonnie Gadusek | Kathleen Horvath     | 3-6, 6-0, 6-4 | Tableau |
| 3  | 28-01-1985 | BMW Championships, Marco Island       |            | 100 000 $ | Dur (ext.)   | Bonnie Gadusek | Pam Casale           | 6-3, 6-4      | Tableau |
| 4  | 31-03-1986 | Tournament of Champions, Marco Island |            | 150 000 $ | Terre (ext.) | Chris Evert    | Claudia Kohde-Kilsch | 6-2, 6-4      | Tableau |

### Double
| No | Date       | Nom et lieu du tournoi               | Catégorie  | Dotation  | Surface      | Vainqueures                          | Finalistes                      | Score         |         |
| -- | ---------- | ------------------------------------ | ---------- | --------- | ------------ | ------------------------------------ | ------------------------------- | ------------- | ------- |
| 1  | 24-01-1983 | Avon Tennis Cup Marco Island         |            | 100 000 $ | Terre (ext.) | Andrea Jaeger Mary Lou Piatek        | Rosie Casals Wendy Turnbull     | 7-5, 6-4      | Tableau |
| 2  | 23-01-1984 | Avon Cup Marco Island                | VS Tour C2 | 100 000 $ | Terre (ext.) | Hana Mandlíková Helena Suková        | Anne Hobbs Andrea Jaeger        | 3-6, 6-2, 6-2 | Tableau |
| 3  | 28-01-1985 | BMW Championships Marco Island       |            | 100 000 $ | Dur (ext.)   | Kathy Jordan Elizabeth Smylie        | Camille Benjamin Bonnie Gadusek | 6-3, 6-3      | Tableau |
| 4  | 31-03-1986 | Tournament of Champions Marco Island |            | 150 000 $ | Terre (ext.) | Martina Navrátilová Andrea Temesvári | Kathy Jordan Elise Burgin       | 7-5, 6-2      | Tableau |